# オパラ山

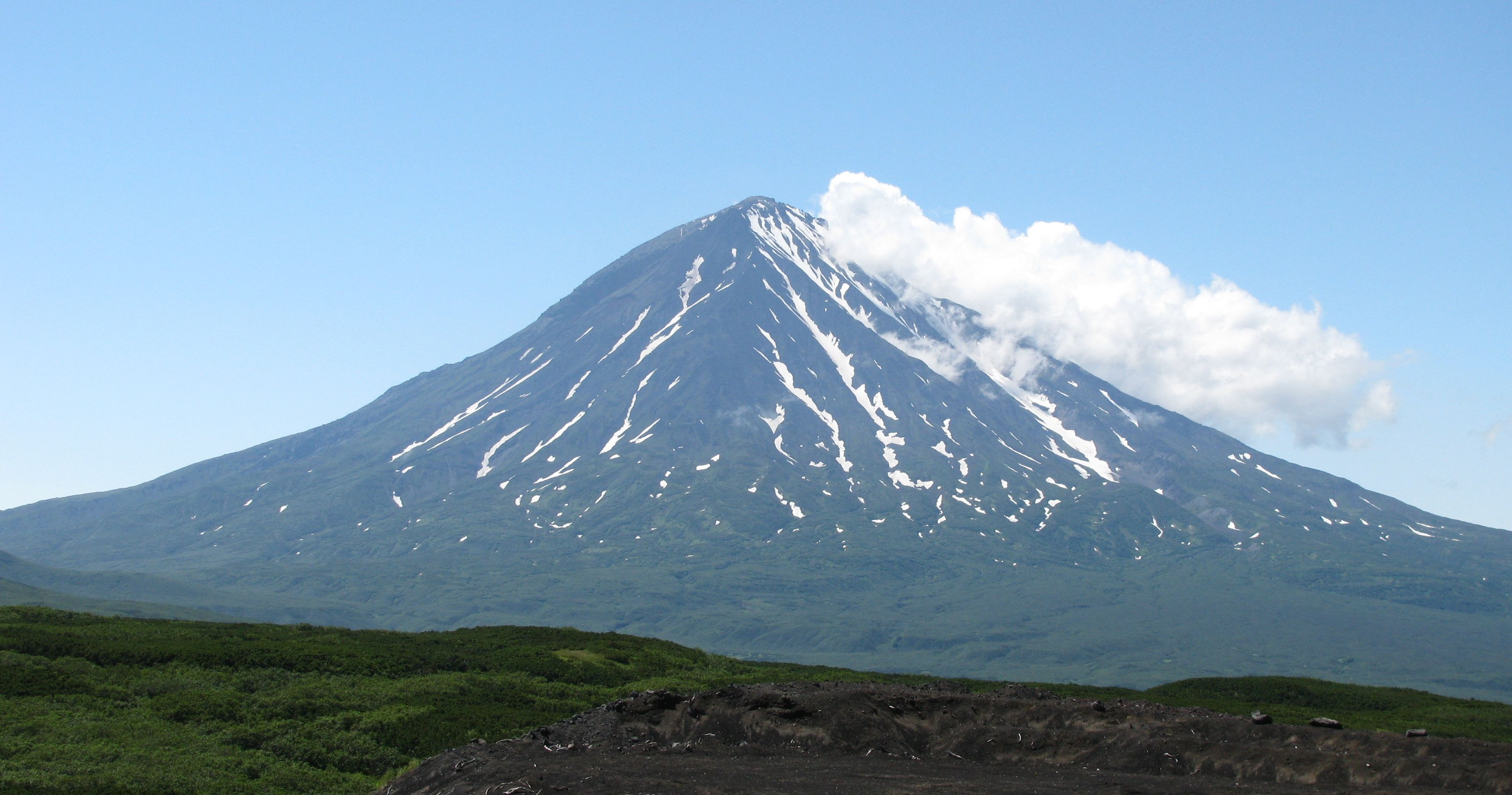
オパラ山（北東側から）

オパラ山（オパラさん、ロシア語: Опала）は、ロシア連邦カムチャツカ地方のカムチャツカ半島南部にある成層火山（海抜2,070 m）である。

## 最近の噴火史
この火山では1776年に大きな噴火が見られたが、最近の噴火履歴はない。

## 参照項目
- カムチャツカ地方の地理
- カムチャツカ火山群